# Uspon na Kalvariju (Brueghel)
Uspon na Kalvariju je slavna slika flandrijskog slikara Pietera Brueghela starijieg iz 1564. godine na kojoj je na maniristički način prikazao Kristovu muku, ali i na ciničan način psihologiju mase.

## Povijest
Na Pietera Brueghela starijieg je snažno utjecalo slikarstvo Hieronymusa Boscha koji je preminuo gotovo pola stoljeća ranije. Nakon prvih početaka i kopiranja Boschovog stila, Bruegel je nastavio u originalnom stilu slikajući velike mase ljudi u etičkim i satiričkim kompozicijama. God. 1563. Brueghel je premjestio svoju radionicu iz Antwerpena u Bruxelles. Tamo je njegov stil lijepo naslikanih komopozicija koje odražavaju suvremene društvene, političke i vjerske prilike, jako cijenili ondašnji učenjaci, trgovci i bankari. Bruegel je obilazio seoska sajmišta na kojima je skicirao seosko pučanstvo koje je postalo njegovom opsesijom i koje je uklapao u svjetovne, ali i vjerske prizore. Bruegel ih je prikazivao tako živima i simpatičnima, usprkos njihovim očitim manama, da je dobio nadimak „Seljak Bruegel“. Ljude je prikazivao ne kao jedinstvene osobe nego kao dobro proučene tipove, a njihova univerzalnost ih čini i danas aktualnima.
Ovo je tek druga velika kompozicija koju je naslikao Bruegel, ali jedna je od najvećih. Ona je također i jedna od 16 koje je do 1566. god. Bruegel naslikao za Antwerpenskog kolekcionara, Niclaesa Jonghelincka. Nakon njegove smrti ova kolekcija je pripala gradu, a 1604. godine su zabilježene u kolekciji 
Rudolfa II. u Pragu. Od 1809. do 1815. godine bile su u posjedu Napoleona u Parizu, nakon čega su smještene u Muzej povijesti umjetnosti u Beču.

## Odlike
U duhu vladajućeg manirizma u Italiji, Bruegel je prihvatio manirističku kompoziciju u kojoj su glavni likovi namjerno sakriveni i prerušeni u daljini ili u gomili vreve likova. Takva je i kompozicija „Uspona na Kalvariju“ iz 1564. god. gdje se na prvi pogled čini kako su likovi sv. Ivana i Tri Marije, koji se nalaze izdvojeni na stijeni u prvom planu., središnji likovi na slici. No, oni su samo jedna od skupina likova koiji okružuju središnji lik Krista koji nosi križ na Golgotu. On se nalazi u samom središtu slike, ali kako bi ga gledatelj pronašao mora se upustiti u vizualnu potragu između mnogih dramatičnih prizora i skupina likova koji odvraćaju pozornost u ovom prostranom krajoliku. Bruegelova panorama je pažljivo sastavljena kako bi vodila oko gledatelja u zavojitim i kružnim putanjama koje se šire, skupljaju i presijecaju. To je dijelom uspio smještajući jarko crvene odore stražara koji pokušavaju obuzdati masu posvuda u slici. U pozadini se nalazi svjetlom obasjano brdo na tamnoj pozadini neba, na kojemu se tiskaju ljudi ne bi li bili u prvom redu oko mjesta gdje se podižu križevi. Bruegelov ciničan prizor psihologije masa. Nadalje se krajolik prirodno smanjuje i blijedi s daljinama, osim visoke stijene iznad lika Krista na kojoj se uzdiže drvena vjetrenjača. Prenaglašena okomitost stijene je izum slikara 16. stoljeća (koji su željeli dočarati stijene „Svete Zemlje“, dok je mistična vjetrenjača (možda aluzija na kršćanstvo koje izrasta na temelju žita, tj. „Kruha Gospodnjeg“, nejasan proizvod manirizma.
Na istaknutom detalju koji prikazuje prizor oko kola se može vidjeti Bruegelova opsesija živog prikazivanja seoskog života, u ovom slučaju pogubljenja koja su tada bila česta u vjerski podjeljenoj Flandriji. Bruegel je prikazao dva lopova koja će biti razapeta s Isusom u agoniji, okružena svećenicima koji slušaju njihovu posljednju ispovijed. Svi u kolima i oko kola su u modernim nošnjama. Naime, u Bruegelovo vrijeme su javna smaknuća bila jako posjećeni događaji s atmosferom festivala ili karnevala, gdje je masa ljudi koja se gura da svjedoči pogubljenju lišena ikakvih emocija